# The Wreck of the Relationship
«The Wreck of the Relationship» (укр. «Крах стосунків») — друга серія двадцять шостого сезону мультсеріалу «Сімпсони», прем'єра якої відбулась 5 жовтня 2014 року у США на телеканалі «Fox».

## Сюжет
Коли Барт не поважає авторитет свого батька, Гомер намагається бути суворішим батьком для Барта. Пізніше Барт відмовляється з'їсти один шматочок броколі за обідом, тому Гомер вирішує сидіти за столом, допоки Барт не з'їсть свою броколі. Щоб закінчити суперечку, Ліса робить два однакових смузі, один з яких містить броколі, а інший — ні: щоб Барт міг це випити, а Гомер відчув, що Барт щось зробив добре. Однак Барт свідомо розливає смузі, чим ще сильніше розлючує Гомера…
Сутички обох змушують Мардж відправити їх обох на «Корабель стосунків» (англ. «Relation Ship») з капітаном Боудичем, де вони можуть налагодити свої стосунки. Поки Гомер оговтується від цинги, Барт із задоволенням і досягає успіху у плаванні, і, в результаті, його підвищують до мічмана, який може віддавати прямі накази членам екіпажу, на превеликий жаль Гомера.
Тим часом на суші, Мардж довелося скласти фентезі-футбольну команду Гомера попри те, що вона нічого не знав про цей вид спорту. Мардж отримує погрози від віртуальних суперників Гомера (друзів у реальному житті) і вирішує щось з цим робити… Патті та Сельма їй радять обіграти їх у фентезі-футболі, щоб покласти край тупиковій ситуації. Вони з Лісою детально вивчають футбол з інших боків і, в результаті, її команда накопичує величезну кількість очок і перемагає всіх суперників, доводячи, як каже оповідач, що «фентезі-футбол — не більш ніж питання везіння».
На кораблі Гомер повстає проти нової позиції Барта і врешті-решт напивається флягою рому. Коли капітан викриває з Гомера, то… піддається спокусі та напивається з Гомером. Починається величезний шторм, і Барт залишається керівником корабля через алкогольне сп'яніння справжнього капітана. Барт хоче обійти маяк, щоб дістатися до безпечної гавані, але Гомер спочатку каже, що їм потрібно кинути якір і перечекати шторм. Барт скаржиться, а Гомер відповідає, що Барт ніколи не слухає авторитету Гомера. На подив Гомера, Барт простягає шматочок броколі, який він приніс з дому, з'їдає його, а потім просить Гомера довіритись йому. Гомер робить це, і вони разом безпечно повертають корабель додому, і їхні стосунки зараз у набагато кращому місці.
У сцені під час титрів показано кадри з морської подорожі під акомпанемент моряцької пісні.

## Виробництво
Ця серія — єдина серія мультсеріалу з рейтингом TV-MA (тільки для дорослих) під час прем'єри. Водночас при повторних трансляціях на «FX», цензурування відсутнє.
В інтерв'ю «Entertainment Weekly» запрошений актор ситкому «Парки та зони відпочинку» Нік Офферман розповів, що його рекомендував для озвучення капітана Боудитча Майк Скаллі, сценарист «Сімпсонів» і «Парків та зон відпочинку». Офферман ніколи раніше не думав, що він зіграє роль у «Сімпсонах», де були «прописані репліки для Пола Маккартні», і був радий стати матросом через його особистий інтерес до морської літератури.

## Ставлення критиків і глядачів
Під час прем'єри серію переглянули 4,27 млн осіб з рейтингом 2.0, що зробило її найпопулярнішим шоу на каналі «Fox» тієї ночі.
Денніс Перкінс з «The A.V. Club» дав серії оцінку B-, сказавши:
|  | Подорож Гомера в будь-якій вдалій серії є смішною та резонансною через пов’язані емоційні реалії, навіть якщо наступного разу, коли ми його побачимо, йому доведеться знову вивчити ті самі уроки, щоб прокласти наступний сюжет. Насправді цей нескінченний цикл зворушливий, вказуючи на марність зусиль «Сімпсонів», навіть коли вони винагороджуються їх за спробу… |

Згідно з голосуванням на сайті The NoHomers Club більшість фанатів оцінили серію на 4/5 із середньою оцінкою 3,4/5.